# Vorlandmolasse

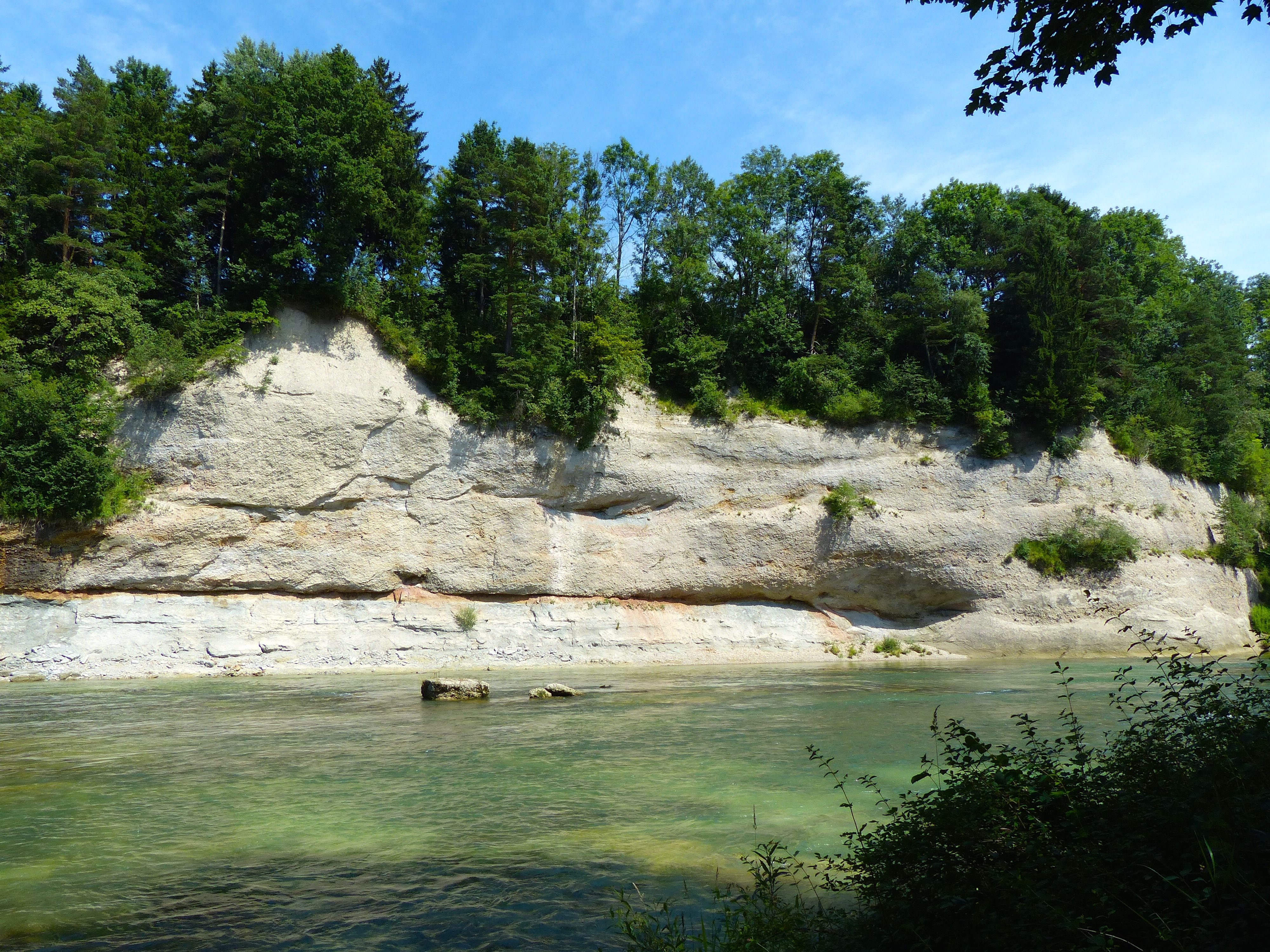
Prallhänge der Iller nördlich Kempten (Obere Süßwassermolasse)

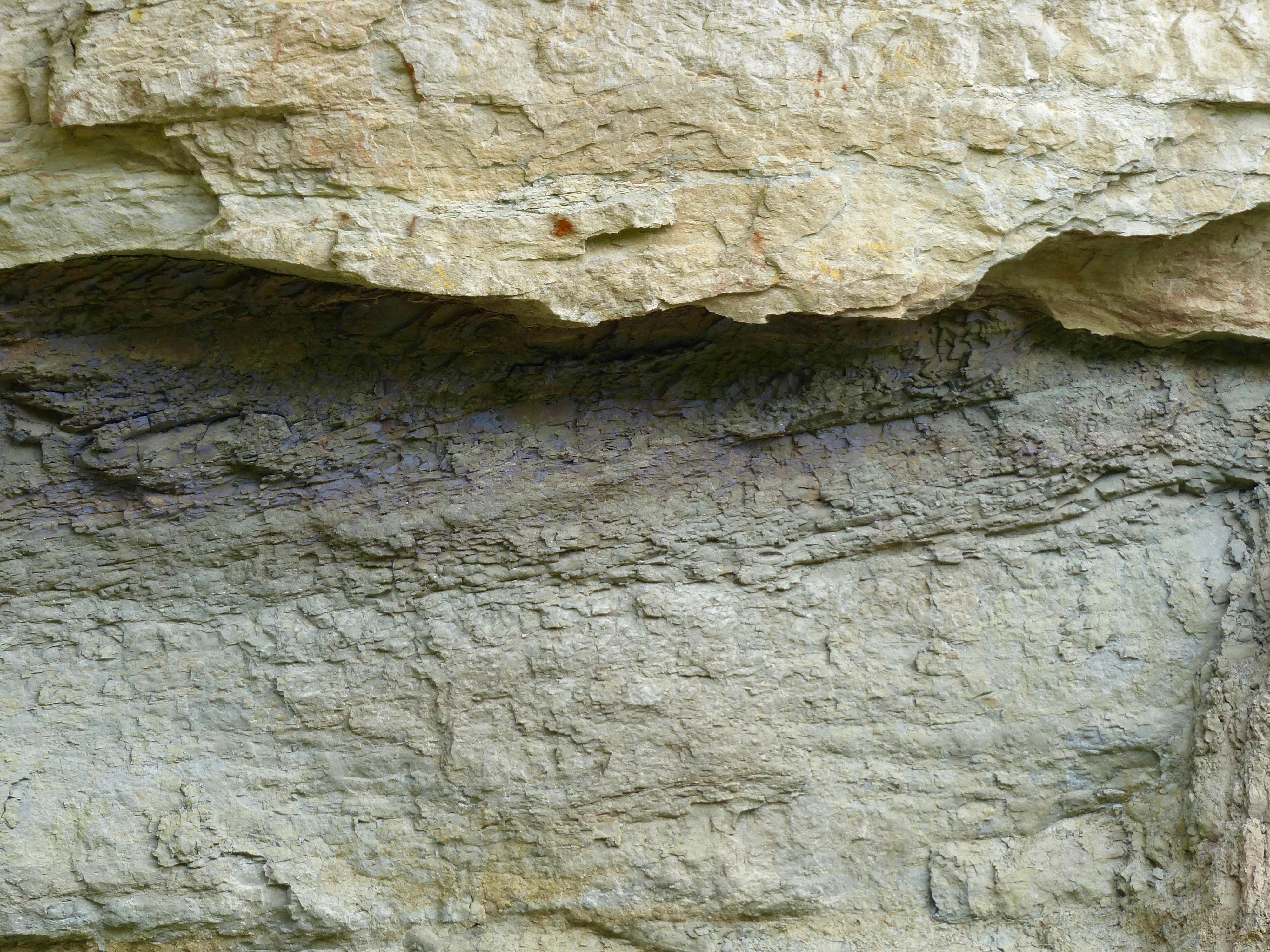
Wechsellagerung von Sandstein (oben) und Mergel (unten), Scheidegger Wasserfälle (Obere Süßwassermolasse)

Als Vorlandmolasse wird in der Geologie ein bogenförmiger Bereich von mehr oder minder flachliegenden Molassesedimenten am Alpennordrand bezeichnet. Südlich der Vorlandmolasse befinden sich die steilstehenden und verschuppten Gesteine der Subalpinen Molasse. Beide Einheiten gehören zum Molassebecken (s. dort zu Einzelheiten der Ausformung der heutigen Oberfläche, Schichtenfolge und Tektonik).

## Gliederung
Der äußerste Südrand der Vorlandmolasse wurde bei der Angliederung der Subalpinen Molasse an den Deckenstapel der Alpen noch erfasst und aufgebogen, dieser Bereich trägt die Bezeichnung Aufgerichtete Molasse. Unter den Alpen wurde die Existenz eines durch die Alpen überfahrenen Teils der Vorlandmolasse nachgewiesen, die sich noch einige Zehnerkilometer nach Süden unter den Alpenkörper erstrecken. Dieser Teil wird als Überfahrene Molasse bezeichnet, seine Zuordnung zur Vorlandmolasse ist jedoch aufgrund der anzunehmenden Verschuppung und tektonischen Überformung problematisch.

## Vorkommen
Die Vorlandmolasse liegt vor der gesamten nördlichen Alpenfront. Sie erstreckt sich mit einer Länge von etwa 1.000 km über Teile von Frankreich, der Schweiz, Deutschlands und Österreichs. An ihrem Westende am Genfersee ist sie etwa 20 km breit, greift in östliche Richtung weit nach Norden aus und erreicht im bayrischen Alpenvorland seine größte Breite von fast 130 km. Weiter östlich nimmt die Breite in der Höhe von Amstetten auf etwa 10 km ab; von dort zieht es sich als schmaler Streifen bis etwa St. Pölten, weitet sich anschließend – in nordöstlicher Richtung schwenkend – bis auf etwa 40 km Breite, und geht nördlich der Donau in die karpatische Vortiefe über.

## Entstehung
Die Vorlandmolasse bildete sich durch die Auffüllung eines Meeresarmes, der bei der Entstehung der Alpen an deren Nordrand infolge der Auflast des Gebirgskörpers auf der europäischen Kruste entstand. Dieser Meeresarm wurde mit dem Abtragungsschutt des aufsteigenden Alpenkörpers gefüllt. Dabei hielt die Absenkung der Kruste mit der Auffüllung des Beckens Schritt, so dass sich schließlich bis zu 5.000 m Sedimentgesteine ablagern konnten. Der Südrand dieses Molassebeckens wurde vom Deckenstapel der Alpen überfahren und teilweise an den Gebirgskörper angegliedert (Subalpine Molasse). Die Vorlandmolasse blieb weitestgehend von diesen Vorgängen verschont und erlitt allenfalls eine bruchtektonische Überformung.